# Тим Дейли
Джеймс Тимъти „Тим“ Дейли (на английски: James Timothy „Tim“ Daly) (роден на 1 март 1956 г.) е американски актьор. Известен е най-вече с ролята си на Джо Хакет в ситкома „Криле“ на NBC и като гласа на Супермен в „Супермен: Анимационният сериал“.

## Личен живот
На 18 септември 1982 г. се жени за актрисата Ейми Ван Ностранд, с която се развежда през 2010 г. Двамата имат две деца – син на име Сам, роден през 1984 г., и дъщеря на име Емелин, родена през 1989 г.